# Івицький Ростислав Георгійович
Ростисла́в Гео́ргійович Іви́цький (нар. 18 (31) травня 1908, Київ — 13 лютого 1974, Київ) — український актор. Народний артист Української РСР (1968).

## Біографія

Могила Ростислава Івицького

Народився 31 травня 1908 року в Києві. Навчався в Київському музично-драматичному інституті. З 1928 року працював у Харкові в театрі «Березіль», з 1943 року керував Харківською держестрадою.
Помер 13 лютого 1974 року в Києві. Похований на Байковому кладовищі.

## Творчість
Грав Тура у фільмі «Богдан Хмельницький» (1941), підготував телевиставу «Слово про Кобзаря» (1964).